# محمد أبو الفتح محرم
العميد: محمد أبو الفتح محرم، قائد الفرقة 6 مشاة، من الجيش الثالث الميداني، شارك في حرب أكتوبر 1973. 

اللواء ا ح/محمد أبو الفتح محرم قائد الفرقة السادسة مشا ميكانيكي تخرج من الكلية الحربية سنة 1948وشارك في حرب 48 وحرب اليمن ونكسة 67 وحرب الاستنزاف وأكتوبر 73 ثم عين قائدا المنطقة المركزية العسكرية في القاهرة أخذ عدة اوسمة ومنها واجب الشرف في ميدان القتال